# Dunja Sepčić
Dunja Sepčić (Zagreb, 27. veljače 1969.) je hrvatska kazališna, filmska i televizijska glumica. Magistrirala je na kazališnoj i filmskoj Akademiji Tisch School of the Arts, New York University u New Yorku. Od 2010. u statusu je slobodnog umjetnika. Kći je poznatog hrvatskog koncertnog pijanista i glazbenog pedagoga Branka Sepčića.        

## Filmografija

### Televizijske uloge
- "Na granici" kao bankarica Ljerka (2018.)
- "Čista ljubav" kao Snježanina ginekologinja (2017.)
- "Zlatni dvori" kao Katina mušterija (2016.)
- "Horvatovi" kao Magdalena (2015. – 2016.)
- "Počivali u miru" kao odvjetnica Mira Masle (2013.)
- "Jugoslavenske tajne službe" kao Marija Deželić (2012.)
- "Pod sretnom zvijezdom" kao profesorica (2011.)
- "Najbolje godine" kao poetesa (2010.)
- "Krim Tim 2" kao inspektorica Anja Morić (2008.)
- "Urota" kao gospođa Marković (2007.)
- "Cimmer fraj" kao časna sestra Eufemija (2007.)
- "Bibin svijet" kao majka (2006. – 2007.)
- "Obični ljudi" kao Vedranova razrednica (2006.)

### Filmske uloge
- "Rafaël" kao hrvatska novinarka (2018.)
- "Proljećem probuđen" kao učiteljica tjelesnog odgoja (2015.)
- "Glembajevi" kao prostitutka (2014.)
- "Na putu s Elsom" kao Tomova majka (2014.)
- "Pušiona" kao doktorica Radojka (2012.)
- "Korak po korak" kao strankinja (2011.)
- "Max Schmeling" kao Elizabeth Grohmann (2010.)
- "Milost mora" kao suradnica Ane Luković (2003.)
- "Četverored" kao Maza (1999.)

### Kazališne uloge
- Mario Fratti: "Prijateljice" kao Ona, Gradsko kazalište Sisak, r. Boris B. Hrovat (2011.)
- Terrence McNally: "Maria Callas Master Class" kao Callas Maria, talijanska drama, HNK Ivana pl. Zajca, Rijeka, r. Larry Zappia (2005.)
- Alan Lightman/Kipp Erante Cheng: "Einstein's dreams" kao Chorus, Holderness Theathre/Culture Project, New York, USA, r. Rebecca Holderness (2003.)
- William Shakespeare: "Much Ado About Nothing" kao Beatrice, Producer's Club, New York, USA, r. Mark Swanson (2003.)
- Michelle Rosenthal: "In the Waking Moments" kao Christina, Blackbox Theater, NYU, New York, USA, r. Henry Hamilton (1995.)
- Georges Feydeau: "The Lady from Maxim's" kao Mme. Claux, Lock Haven University, Lock Haven, USA, r. Denise Warner (1992.)

### Sinkronizacija
- "Susjedstvo Tigrića Danijela" kao mama Tigrica (2020.)
- "Galileo, eppur si muove" kao bakica (2019.)
- "Zmajić Kokos" kao Adela, Rozalinda i gđa. Pandža (2019.)
- "Naprijed, Go Jetteri" kao naratorica, letjelica (2019.)
- "Detektivi za životinje" kao Pripovjedačica, Godelieve, čuvarica gorile (2019.)
- "Snježna kraljica 4: Zemlja zrcala" kao bakica i cvjećarica (2019.)
- "Artur" kao Arturova mama (2018.)
- "Vlak dinosaura: 2. sezona" kao gđa. Pteranodon (2018.)
- "Michel" (2017.)
- "Andyjeve prapovijesne pustolovine" kao ravnateljica muzeja (2017.)
- "Zvrko ide u Čudosvijet" kao prodavačica sladoleda Leda i razne sporedne uloge (2017.)
- "Majstor Mato" kao Petra Stopić (2017.)
- "Tajne misije" kao agentica Anita Vitez (2017.)
- "Jurica urica" kao Juričina mama (2016.)
- "Sara i patka" (2016.)
- "Andyjeve dinosaurske pustolovine" kao Hatty (2016.)
- "Noćne more iz svijeta prirode" kao Naomi Wilkinson (2015. – 2016.)
- "Žak i kvak" kao Puž (2015.)
- "Vlak dinosaura" kao mama Pteranodon (2015.)
- "Andyjeve divlje pustolovine" kao mačka Kip (2015.)
- "Tobijin putujući cirkus" kao kineskinja Li i Klara (2015.)
- "Fungi" kao Bella i Lucia (2015.)
- "Čuda prirode" kao glavna naratorica (2015.)
- "Zoološki prilaz 64" kao mama, žirafa Georgina, majmun Smješko i antilopa (2014.)
- "Priče za sva vremena" kao majka (2014.)
- "Grubzon" kao zmija (2013.)
- "Doktor pas" kao gđa. Matić i gđa. Veselić (2013.)
- "Ezopovo kazalište" (2012.)
- "Matkova čudovišta" kao policajka (2012.)
- "Ružica Šarenić" kao mama Šarenić (2012.)
- "Praščić Fleks" kao patka Zlatka i mišica Milica (2011.)
- "101 dalmatinac" kao Letizia, gospođa Bogatoperić, guska Lucy, gorila (2010.)
- "Priče o džungli" kao mama leopardica, princeza Balkis, 99-a Sultanova žena, gđa Leptir (2010.)
- "Legenda o Tarzanu" kao doktorica Doyle (2009.)

## Vanjske poveznice
- Dunja Sepčić u internetskoj bazi filmova IMDb-u
- Dunja Sepčić u internetskoj bazi hrvatskih sinkronizacija